# Minitog
Minitog er modeltog, der er så store, at man kan sidde ovenpå dem, om end ikke alle modeller er beregnet til det. Togene kører på permanente eller flytbare baner, typisk under åben himmel. De mest udbredte sporvidder er 127 og 184 mm, men der findes også flere andre, der er omfattet af den europæiske organisation MOROP's NEM-normer.
Minitog adskiller sig fra havebaner, der er modeltog, der køres med i haver, men som er for små til personbefordring, og parkjernbaner hvor togene er så store at passagererne sidder indeni dem.

## Generelt
Da minitog normalt kører udendørs, må både tog, spor og tilbehør kunne holde til vejr og vind, også selvom der måske ikke køres hele året. Det medfører imidlertid også visse minimumskrav til størrelsesforhold og sporvidder. Til personbefordring kræves desuden en vis styrke og stabilitet.
Da minitogenes udvikling hovedsageligt har sit udspring i Storbritannien, angives sporvidden traditionelt i tommer. Sporvidderne 5 og 7¼ tommer (127 og 184 mm) er de mest almindelige i Europa, mens 7½ tommer (190 mm) er det mest almindelige i USA og Canada. I modsætning til andre modeltog spiller størrelsesforholdet dog ingen videre rolle. Det er således ikke usædvanligt, at tog i størrelsesforholdene 1:4 og 1:8 begge kører på en bane med sporvidden 7¼ tommer. Alternativt kan der benyttes tre- eller firestrenget spor, dvs. spor med tre eller fire skinner, så tog til forskellige sporvidder kan køre sammen.
Minitogenes store størrelse gør, at det er udbredt med damplokomotiver drevet af ægte damp. Tilsvarende er der mange andre lokomotiver, der er drevet af en forbrændingsmotor, oftest dieselhydraulisk. Størstedelen af togene drives dog af elektromotorer. I modsætning til de mindre modeltog kommer strømmen dog ikke gennem sporene eller fra køreledninger men som regel fra medbragte akkumulatorer.
| Skala (NEM) | Sporvidde  | Sporvidde | Forhold til virkelige sporvidder | Forhold til virkelige sporvidder | Forhold til virkelige sporvidder | Forhold til virkelige sporvidder |
| Skala (NEM) | Tomme      | mm        | Normalspor (1250-1700 mm)        | Smalspor (850-1250 mm)           | Smalspor (650-850 mm)            | Smalspor (400-650 mm)            |
| ----------- | ---------- | --------- | -------------------------------- | -------------------------------- | -------------------------------- | -------------------------------- |
| Ⅲ           | 3½ tommer  | 89 mm     | 1:16                             | 1:11                             | 1:8                              | 1:5,5                            |
| Ⅴ           | 5 tommer   | 127 mm    | 1:11                             | 1:8                              | 1:5,5                            | 1:4                              |
| Ⅶ           | 7¼ tommer  | 184 mm    | 1:8                              | 1:5,5                            | 1:4                              | 1:3,3                            |
| Ⅶ           | 7½ tommer  | 190 mm    | 1:7,5 / 1:8                      | 1:5                              | 1:3                              | 1:3                              |
| Ⅹ           | 10¼ tommer | 260 mm    | 1:5,5                            |                                  |                                  |                                  |

## Anlæg
Banerne til minitog er typisk anlagt, så togene kører en rundtur, idet der kun er en station, hvor passagererne kan stige af og på. Der kan skelnes mellem faste og mobile anlæg.
Faste anlæg er typisk anlagt i et grønt parklignende landskab, hvor forskellig beplantning sammen med spor, tunneller, broer, søer og bygningen søges forenet på harmonisk vis. Af samme årsag er planlægningen af banen og udformningen af omgivelserne afstemt efter hver andre. Vedligeholdelsen af sporene og plejen af omgivelserne kræver dog en del arbejde, og nogle steder vil man da også primært nøjes med almindeligt græs. Der findes dog også baner anlagt gennem områder med praktiske funktioner, og hvor udsmykningen derfor har måttet begrænses.
I modsætning hertil står mobile baner med spor, der kan lægges og tages op forholdsvis enkelt, og hvor der kun er lidt eller intet landskab. Sådanne baner benytter typisk betonplader, asfalt eller græs som undergrund, alt efter hvor de aktuelt skal stilles op. Disse enkle baner forekommer gerne ved udstillinger, byfester og lignende.
Offentligt tilgængelige anlæg ejes typisk af museer, foreninger eller virksomheder, men der er også rent private anlæg. Ved foreningsejede anlæg gælder dog, at togene oftest ejes af medlemmerne, der efter endt køredag tager dem med hjem, hvis der ikke er opbevaringsmulighed på stedet. Derudover kan der uanset ejertypen af anlæg forekommer tog ejet af gæster, som regel efter aftale.

## Træf
Ved mange anlæg arrangeres der årlige træf, hvor der også kan komme gæster langt fra og med meget materiel. Et af højdepunkterne blandt træffene er den årlige dampfestival i Swiss Vapeur Parc i Le Bouveret. Festivallen fungerer som udveksling for minitog og har ry for at være en særlig oplevelse for fans af minitog. Swiss Vapeur Parc er for tiden den største schweiziske park for minitog og byder på den ene af de to schweiziske tandhjulsbaner med en sporvidde på 7¼ tommer.
Det største træf for venner af damp- og minitog er Echtdampftreffen, der finder sted hvert år i januar i Karlsruhe med 500 udstillere og over 20.000 besøgende (2014). En hel messehal bliver her fyldt med en kombineret 5/7¼ tommers bane med en samlet længde på ca. 5 km. Af andre træf kan nævnes Kölner Echtdampf-Treffen, der afholdes i begyndelsen af november af Messe Sinsheim som del af Internationalen Modelbauausstellung. Om foråret byder Erlebnis Modellbahn i Dresden desuden på en 5 tommers baner med en længde på 550 m (2014).
Modelparken Danmark holder årligt træf, både modeltræf og dampfestival.

## Danske baner
I Danmark er der offentligt tilgængelige baner for minitog flere steder. Danmarks Jernbanemuseum i Odense har både en indendørs og en udendørs bane, så museets gæster kan få en tur uanset vejret. Den indendørs bane er et simpelt spor lagt hen over de rigtige spor i museet, sådan at gæsterne kører lige forbi de udstillede tog. Den udendørs bane er udformet som en tur gennem Danmark fra Københavns Hovedbanegård via Lillebæltsbroen og en Storebæltsfærge til en stationsby og retur. Danmarks Tekniske Museum i Helsingør har også en udendørs bane, Parkbanen, bygget af en til formålet dannet klub, og hvor der køres udvalgte weekender i sommerhalvåret.
Derudover findes der to foreningsejede anlæg med passende omgivelser. Vest for København har Modeldampklubben således anlagt Brandhøjbanen med 1200 m spor i det kreative område Hedeland. Her er det endda muligt at komme til med rigtige tog, idet Hedelands Veteranbane har station ved banen. Det andet anlæg er Modelparken Danmark, der er anlagt ved Egå nord for Aarhus, og som blev indviet i 2012. Fælles for begge baner er, at der kun køres bestemte dage i sommerhalvåret.